# The Wanderer (canção)
"The Wanderer" é uma canção composta por Ernie Maresca e gravada originalmente por Dion DiMucci, lançada no álbum Runaround Sue, de 1961. A canção, com uma base blues de doze compassos e uma ponte de oito compassos, conta a história de um homem e seus vários interesses amorosos. É descrita como sendo dos gêneros rock and roll, rhythm and blues e pop. Ela foi classificada na posição 243 na lista das 500 melhores canções de todos os tempos pela revista Rolling Stone.
"The Wanderer" foi regravada por vários cantores e bandas populares, incluindo Dee Snider, Gary Glitter, The Beach Boys, Leif Garrett, Bruce Springsteen, Delbert McClinton e Dave Edmunds. A versão da banda Status Quo chegou ao número sete nas paradas do Reino Unido e ao número três na Irlanda em 1984. A versão de Eddie Rabbitt chegou ao primeiro lugar na Hot Country Songs da Billboard em 1988.
Uma versão em português intitulada "O Lobo Mau" foi gravada por Renato e Seus Blue Caps em seu álbum homônimo de 1963. Ela foi popularizada por Roberto Carlos quando este a gravou em seu álbum Jovem Guarda, de 1965.

## Posição nas paradas musicais
| Parada (1961)                      | Melhor posição |
| ---------------------------------- | -------------- |
| Estados Unidos (Billboard Hot 100) | 2              |

| Parada (1984)                     | Melhor posição |
| --------------------------------- | -------------- |
| Bélgica (Ultratop 50 de Flandres) | 9              |
| Irlanda (IRMA)                    | 3              |
| Países Baixos (Dutch Top 40)      | 4              |
| Países Baixos (Single Top 100)    | 6              |
| Suíça (Schweizer Hitparade)       | 10             |
| Reino Unido (UK Singles Chart)    | 7              |

| Parada (1988)                                  | Melhor posição |
| ---------------------------------------------- | -------------- |
| Estados Unidos (Billboard Hot Country Singles) | 1              |
| Canadá (RPM Country Tracks)                    | 1              |